# Station Maintenon
Station Maintenon is een spoorwegstation in de Franse gemeente Maintenon.